# إدو بيلي
إدو بيلي (بالإنجليزية: Edo Belli)‏ هو مهندس معماري أمريكي، ولد في 1918، وتوفي في 2003.